# La banda di Las Vegas
La banda di Las Vegas (Guns, Girls, and Gangsters) è un film del 1959 diretto da Edward L. Cahn.
È un film d'azione a sfondo drammatico statunitense con Mamie Van Doren, Gerald Mohr e Lee Van Cleef incentrato su una banda che progetta una rapina ad un furgone blindato.

## Trama
Chuck Wheeler, dopo aver trascorso alcuni anni in prigione, organizza un colpo in un furgone blindato che trasporta denaro a Las Vegas. Così chiede aiuto al proprietario del nightclub Joe Darren e a Vi Victor, una bionda sensazionale sposata con l'ex compagno di cella di Chuck, Mike Bennett, ma, dopo quest'ultimo evade dalla prigione provoca scompiglio mentre Chuck, Vi e Joe fanno il colpo.

## Produzione
Il film, diretto da Edward L. Cahn su una sceneggiatura di Robert E. Kent con il soggetto di Paul Gangelin e Jerry Sackheim, fu prodotto dallo stesso Kent per la United Artists tramite la Edward Small Productions.
La Edward Small Productions e la United Artists furono citate in giudizio da Art Estrada, autore della storia intitolata Blueprint for Crime che era stata presentata alla Small e alla United e poi rifiutata. Estrada aveva poi proposto il soggetto ad un altro produttore, Al Gannaway, che, dopo aver accettato, aveva poi dismesso il progetto a seguito dell'uscita de La banda di Las Vegas.

## Distribuzione
Il film fu distribuito con il titolo Guns, Girls, and Gangsters negli Stati Uniti dal gennaio 1959 al cinema dalla United Artists.
Altre distribuzioni:
- in Danimarca l'8 gennaio 1960 (Gangsterblondinen)
- in Portogallo il 30 aprile 1962 (Pistolas, Raparigas e Gangsters)
- in Germania Ovest (Gangster, Gin und scharfe Hasen e, in TV, Der Überfall von Las Vegas)
- in Brasile (Garotas, Gatilhos e Gangsters)
- in Grecia (Pistolia, koritsia kai gangsters)
- in Italia (La banda di Las Vegas)

## Promozione
La tagline è: "A Cheating Blonde... A Crazed Con.... The Biggest Armored-Car Robbery in History!".